# Principia (collège)
 (juin 2024).
La mise en forme du texte ne suit pas les recommandations de Wikipédia : il faut le « wikifier ».
Les points d'amélioration suivants sont les cas les plus fréquents. Le détail des points à revoir est peut-être précisé sur la page de discussion.
- Les titres sont pré-formatés par le logiciel. Ils ne sont ni en capitales, ni en gras.
- Le texte ne doit pas être écrit en capitales (les noms de famille non plus), ni en gras, ni en italique, ni en « petit »…
- Le gras n'est utilisé que pour surligner le titre de l'article dans l'introduction, une seule fois.
- L'italique est rarement utilisé : mots en langue étrangère, titres d'œuvres, noms de bateaux, etc.
- Les citations ne sont pas en italique mais en corps de texte normal. Elles sont entourées par des guillemets français : « et ».
- Les listes à puces sont à éviter, des paragraphes rédigés étant largement préférés. Les tableaux sont à réserver à la présentation de données structurées (résultats, etc.).
- Les appels de note de bas de page (petits chiffres en exposant, introduits par l'outil «  Source ») sont à placer entre la fin de phrase et le point final[comme ça].
- Les liens internes (vers d'autres articles de Wikipédia) sont à choisir avec parcimonie. Créez des liens vers des articles approfondissant le sujet. Les termes génériques sans rapport avec le sujet sont à éviter, ainsi que les répétitions de liens vers un même terme.
- Les liens externes sont à placer uniquement dans une section « Liens externes », à la fin de l'article. Ces liens sont à choisir avec parcimonie suivant les règles définies. Si un lien sert de source à l'article, son insertion dans le texte est à faire par les notes de bas de page.
- La présentation des références doit suivre les conventions bibliographiques. Il est recommandé d'utiliser les modèles {{Ouvrage}}, {{Chapitre}}, {{Article}}, {{Lien web}} et/ou {{Bibliographie}}. Le mode d'édition visuel peut mettre en forme automatiquement les références.
- Insérer une infobox (cadre d'informations à droite) n'est pas obligatoire pour parachever la mise en page.

Pour une aide détaillée, merci de consulter Aide:Wikification.
Si vous pensez que ces points ont été résolus, vous pouvez retirer ce bandeau et améliorer la mise en forme d'un autre article.
Pour les articles homonymes, voir Principia.
Principia est un établissement éducatif pour les scientistes chrétiens situé sur deux campus dans la région métropolitaine de St. Louis, Missouri, aux États-Unis. L'école Principia, située à Town and Country, dans le comté de l'ouest de St. Louis County, accueille des élèves de la petite enfance au lycée, et le Principia College, situé à environ trente miles de là, se trouve sur les falaises surplombant le Mississippi à Elsah, Illinois.

## Histoire
Fondée par Mary Kimball Morgan, l'école Principia a été officiellement ouverte en 1898 à St. Louis. En 1906, Principia a diplômé sa première classe de lycée et en 1912, le Junior College a été ajouté, devenant l'un des premiers collèges de ce type en Amérique. L'année 1917 a marqué la première cérémonie de remise des diplômes des anciens du Junior College. En 1934, Principia College a décerné ses premiers licences. Les étudiants du Principia College ont déménagé à Elsah, Illinois, en février 1935. L'école Principia a ensuite déménagé à son emplacement actuel dans la banlieue de St. Louis, à Town and Country, Missouri, en 1959.
Liens avec d'autres écoles
Quand deux autres écoles ont commencé, Claremont Fan Court School et Huntingtower School, elles ont utilisé les idées sur lesquelles Principia est fondée comme exemple,.

## Institutions

### Principia School
Toutes les trois écoles de Principia School sont situées sur un campus de 360 acres dans la banlieue de St. Louis, à Town and Country. Principia School suit une organisation de style britannique et donc ses écoles sont les suivantes :
- École élémentaire
- École intermédiaire
- Lycée

### Principia College
Principia College est un collège privé d'arts libéraux situé sur les falaises du Mississippi à Elsah, Illinois. Le collège n'offre pas de programmes de troisième cycle. L'école propose diverses filières de licence ès arts (B.A.) et de licence ès sciences (B.S.), des programmes expérientiels complets, des études à l'étranger et des programmes sur le terrain, comprend une participation élevée aux programmes sportifs, et est remarquable pour sa petite taille.
L'architecte de renom, Bernard R. Maybeck, de Maybeck and White, a travaillé sur sa plus grande commission de conception lors des phases de construction initiales de Principia College. Principia College a été désigné comme un monument historique national et inscrit au registre des lieux historiques en 1993.